# Dicymbe hymenaea
Dicymbe hymenaea là một loài thực vật có hoa trong họ Đậu. Loài này được Barneby miêu tả khoa học đầu tiên năm 1990.